# Alì Terme
Alì Terme é uma comuna italiana da região da Sicília, província de Messina, com cerca de 2.565 habitantes. Estende-se por uma área de 6 km², tendo uma densidade populacional de 428 hab/km². Faz fronteira com Alì, Fiumedinisi, Itala, Nizza di Sicilia.

## Demografia
| Variação demográfica do município entre 1861 e 2011                               |
|                                                                                   |
| Fonte: Istituto Nazionale di Statistica (ISTAT) - Elaboração gráfica da Wikipedia |